# C/1881 K1
C/1881 K1, Wielka Kometa z roku 1881 – kometa długookresowa, która powróci prawdopodobnie w okolice Słońca. Widoczna była gołym okiem na półkuli południowej.

## Odkrycie i orbita komety

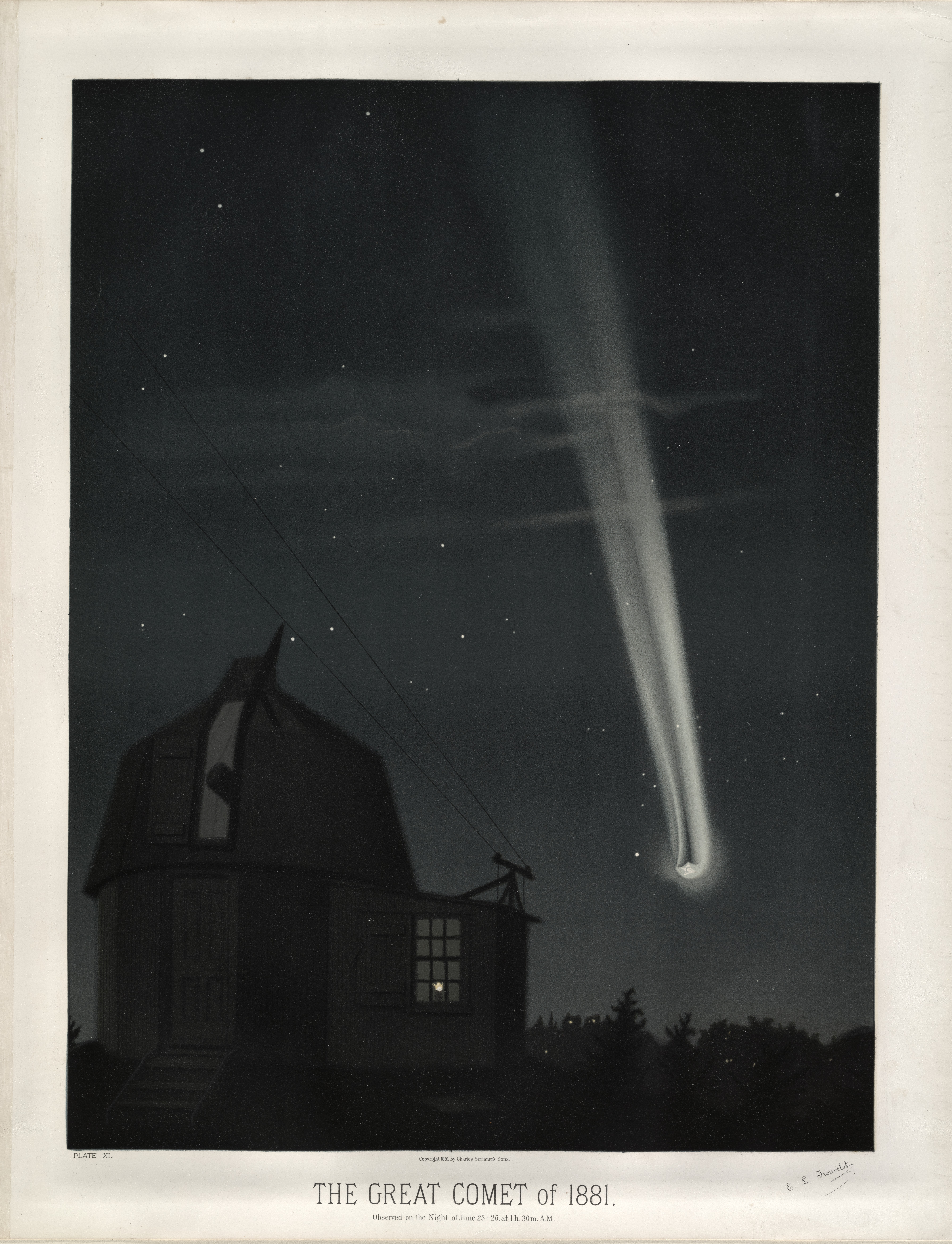
Wielka Kometa z 1881

Kometę C/1881 K1 odkrył John Tebbutt 22 maja 1881 roku. Osiągnęła ona swe peryhelium 16 czerwca tegoż roku i znalazła się w odległości 0,73 au od Słońca. Porusza się po niezwykle wydłużonej eliptycznej orbicie o nachyleniu 63,4° względem ekliptyki. Jeden obieg wokół Słońca zajmuje jej ponad 2,5 tysiąca lat.